# 남산 (서울)
남산(南山)은 대한민국 서울특별시 중구와 용산구에 걸쳐 있는 산이다. 높이는 해발 270.85m로서 서울의 중심부에 위치하며 랜드마크의 역할도 한다. 정상에는 N서울타워가 있으며, 정상 부근까지 케이블카가 설치되어 있고 남산 1·2·3호 터널이 개통되어 있다.

## 역사 및 명칭
남산은 조선시대 초 태조가 1394년 풍수지리를 바탕으로 도읍지를 개성에서 서울로 옮겨온 뒤에 남쪽에 있는 산이라 하여 ‘남산’으로 지칭하였다. 풍수지리상으로 안산(案山)에 해당한다. 또 나라의 평안을 비는 제사를 지내기 위하여 산신령을 모시는 신당을 세웠는데, 이 신당은 목멱대왕 산신을 모시고 있어 '목멱신사'라고 불렸으며, 이때부터 이 산을 목멱산(木覓山)으로 불렀다. 목멱은 앞산의 이두식 표기로 목멱산은 산이 두 번 들어가는 옳지 못한 표현이다.
조선 도읍 초기부터 신성한 영산으로 여겨져 온 남산은 종남산(終南山)·인경산(仁慶山)·열경산(列慶山)·마뫼 등으로도 불렸다. 북악산, 낙산, 인왕산과 더불어 한양의 내륙분지를 형성하던 곳이고, 조선 도읍 초기에는 이들 산군들의 능선을 따라 성곽이 쌓였다. 정상에는 조선 중기까지 봄과 가을에 초제(醮祭)를 지내던 국사당(國祀堂)과, 통신제도의 하나인 봉수제(烽燧制)의 종점인 봉수대(烽燧臺)가 있었다. 또한 성벽 일부가 남아 당시의 흔적을 보여 준다.
1908년 일본제국은 남산 일대를 무상 증여받아 옛 남산식물원에서 남산 3호터널에 이르는 공간에 공원을 조성하였다. 1910년에는 시민공원으로 개장하였으며, 1916년에는 남산 전체를 공원화하는 계획을 수립하였다. 1918년에는 사대문 안 어디서든 보일 수 있도록 남산에 조선신궁을 세웠다. 조선신궁에서는 아마테라스 오미카미와 메이지 천황을 제신으로 삼아 숭배하게 했다. 지금의 힐튼호텔 맞은편 어린이 놀이터에서 안중근의사기념관과 남산식물원 터를 아우르는 43만 제곱미터의 넓은 면적이다.
탑골공원에 이어 남산도 시민공원으로 개발되어 한양공원이라 불렀다. 당시 공원 묘지로 세웠던 '漢陽公園(한양공원)'이라는 고종 친필의 석비가 지금도 구 통일원 청사 옆에 보존되어 있다.

## 지리
높이 270.85m이며 대부분 화강암으로 구성되어 있으며, 북쪽의 북악산(北嶽山), 동쪽의 낙산(駱山), 서쪽의 인왕산(仁旺山)과 함께 서울의 중앙부를 둘러싸고 있다.

## 남산공원
1940년 3월 12일 남산 일대가 공원으로 지정되어 1968년 9월 2일에 개원하였으며 1991년부터 8년간 ‘남산제모습가꾸기’ 사업으로 공원 내 부정적 시설 89동을 이전하고 중구 예장동, 회현동, 용산구 한남동 일대를 대대적으로 복원 정비하여 시민의 공원이 되었다. 현재 서울특별시에 소재한 공원 중에서 가장 넓은 규모의 공원이다.
남산공원은 크게 장충지구, 예장지구, 회현지구, 한남지구의 네 개의 지구로 나뉜다. 먼저 장충지구는 장충단이 있는 장충단공원 일대를, 예장지구는 와룡묘가 남아 있는 남산골한옥마을 일대를, 회현지구는 과학교육원과 남산도서관, 안중근의사기념관 일대가 들어선 지역을, 한남지구는 남산 제모습 찾기 운동으로 주택 철거 후 야외식물원을 조성한 지역을 말한다. 이밖에도 분수대 2개소, 야생화공원, 남산전시관, 팔각정, 서울타워, 케이블카, 놀이터, 주차장 등의 시설이 포함된다.
남산공원의 식물로는 85과 552종, 초본 42과 187속 361종, 목본 43과 93속 191종이 있으며 주요 식물로는 신갈나무, 아까시나무, 팥배나무, 산벚나무, 소나무, 잣나무, 단풍나무 등이 있다. 남산공원의 야생동물도 7목26과61종에 달한다.
서울타워 전망대에서는 맑은 날에는 인천 앞바다까지 볼 수 있으며, 각종 시설들은 자연탐구와 운동, 생활의 활력을 되찾을 수 있는 휴식 등 도심 속의 정원으로서의 역할을 담당하고 있다.

## 볼거리

### N서울타워
철따라 그 자태가 다르게 보이고 새롭게 느껴지며 독특한 대자연의 아름다움을 간직한 90만평의 넓고 쾌적한 남산 위에 우뚝솟아 있는 N서울타워는 그 높이가 해발 480미터에 달해 서울 전경을 한눈에 볼 수 있다.

### 남산케이블카
대한민국에 현존하는 케이블카 시설 중 최초로 지어졌으며, 1962년 5월 12일에 처음 개통해 하루도 쉬지 않고 운행하는 국내 최장수 케이블카로 서울의 명물이다. 낮에는 사계절의 아름다운 경관을 한눈에 감상할 수 있으며 밤에는 대형 빌딩들이 내뿜는 환상적인 야경을 즐길 수 있다.

### 남산골한옥마을
남산골한옥마을은 1990년 남산제모습찾기 사업의 일환으로 추진되었다. 오랜 세월동안 훼손된 24,180평의 지형을 복원하고 전통정원으로 꾸미면서 서울특별시 민속자료 한옥 5개동을 이전 복원하였다.

### 서울 1000년 타임캡슐
1994년 서울정도 600년을 맞이하여 시민생활과 서울의 모습을 대표할 수 있는 문물 600점을 서울 1000년 타임캡슐에 담아 남산 산자락에 묻었다．４백년후 서울 1000년에 용기 속에 든 이 시대의 문화유산을 펼쳐보게 될 것이다. 1994년 11월 29일 매설하였으며 2394년 11월 29일 개봉할 예정이다. 캡슐 안에는 '94 서울의 인간과 도시를 대표할 수 있는 문물 600점 실물 축소 모형 마이크로 필름 Video-CD 형태로 수장하였다.

### 남산오르미
남산 끝자락과 케이블카를 이어주는 경사형 엘리베이터로, 운영 개시 2달 만에 13만 명이 이용할 정도로 인기를 얻고 있다.

### 석호정
조선 시대부터 있던 남산의 활터이다.

### 서울의 지리적 중심점
본래 조선시대 한양부터 내려온 수도 서울의 중심은 1896년 종로구 인사동의 순화궁 주변에 고종이 세운 서울의 중심점 표지석을 기준으로 삼는 것으로 알려져 왔다. 그러나 2010년 서울특별시청은 1960~70년대 영동지역 (강남구 일대) 편입 등을 반영하기 위해, 확장된 서울특별시의 경계에 따른 동서남북 극점을 기준으로 하여 동서와 남북을 잇는 직선을 그을 경우 그 교차점은 남산의 정상 부근에 있다는 연구결과를 발표하였다. 이에 서울특별시청은 위와 같은 산정방법을 기준으로 하는 새로운 지리적 중심을 나타내는 상징물을 같은 해에 N서울타워 부근에 세웠다.

### 기타
- 남산도서관
- 자유센터
- 국립극장
- 사명대사 동상: 송영수가 조각하고 이희승의 발문을 서예가 김충현이 써서 새긴 동상 제막식은 1968년 5월11일 서울 장충공원에서 열렸으며 대통령 박정희 부부와 국회의장 이효상, 조계종 종정 고암 스님 등 5000여명이 참석했다.[12]
- 백범광장: 백범 김구, 김유신, 안중근의 동상이 있다.
- 남산식물원 터
- 남산의 봉수대
- 서울시청 남산별관: 건물 지하에는 고문이 행해지던 취조실이 있다.
- 문학의 집: 안기부장 공관으로 사용되었다.
- 노기신사 터: 러일전쟁 당시 뤼순전투를 승리로 이끈 노기 마레스케를 기리던 신사이다.
- 실개천: 2009년 4월 복원을 완료하였다. 길이는 2.6 km이고 폭은 1 m이며, 자연형 실개천으로 조성되었다.[13]

또 남산 주변에는 조선시대에 축성된 한양도성이 남아 있다.

## 대중문화
- 2017년 GMA 일일연속극 - 한국인 자기야

## 사진

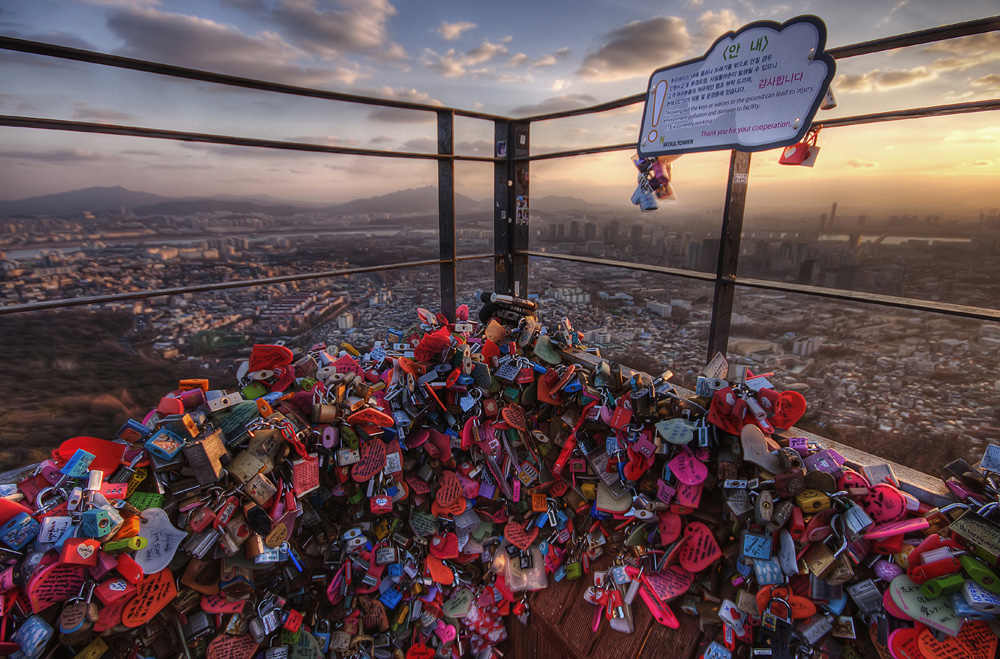
N서울타워의 자물쇠
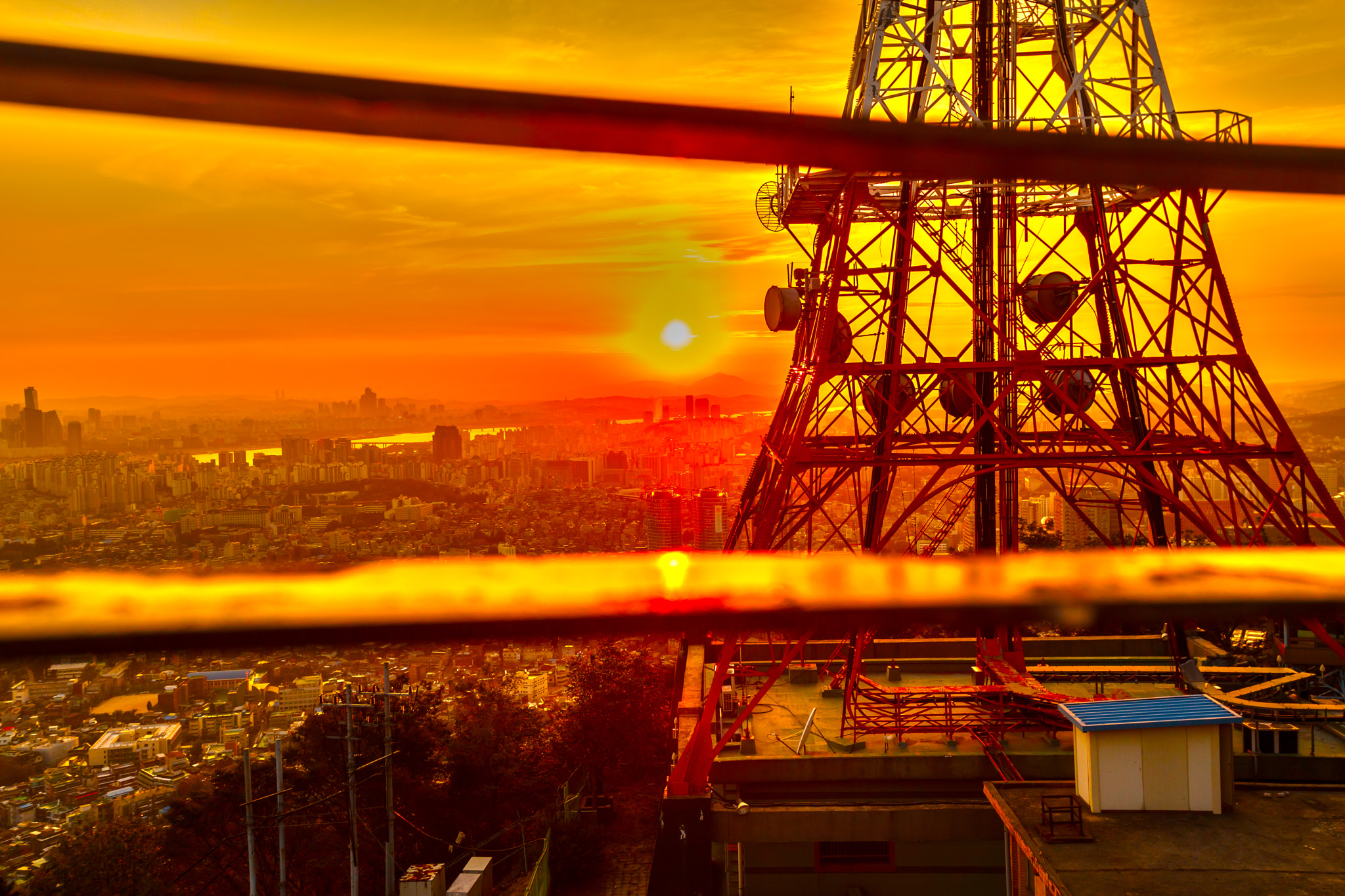
N서울타워에서 바라본 노을
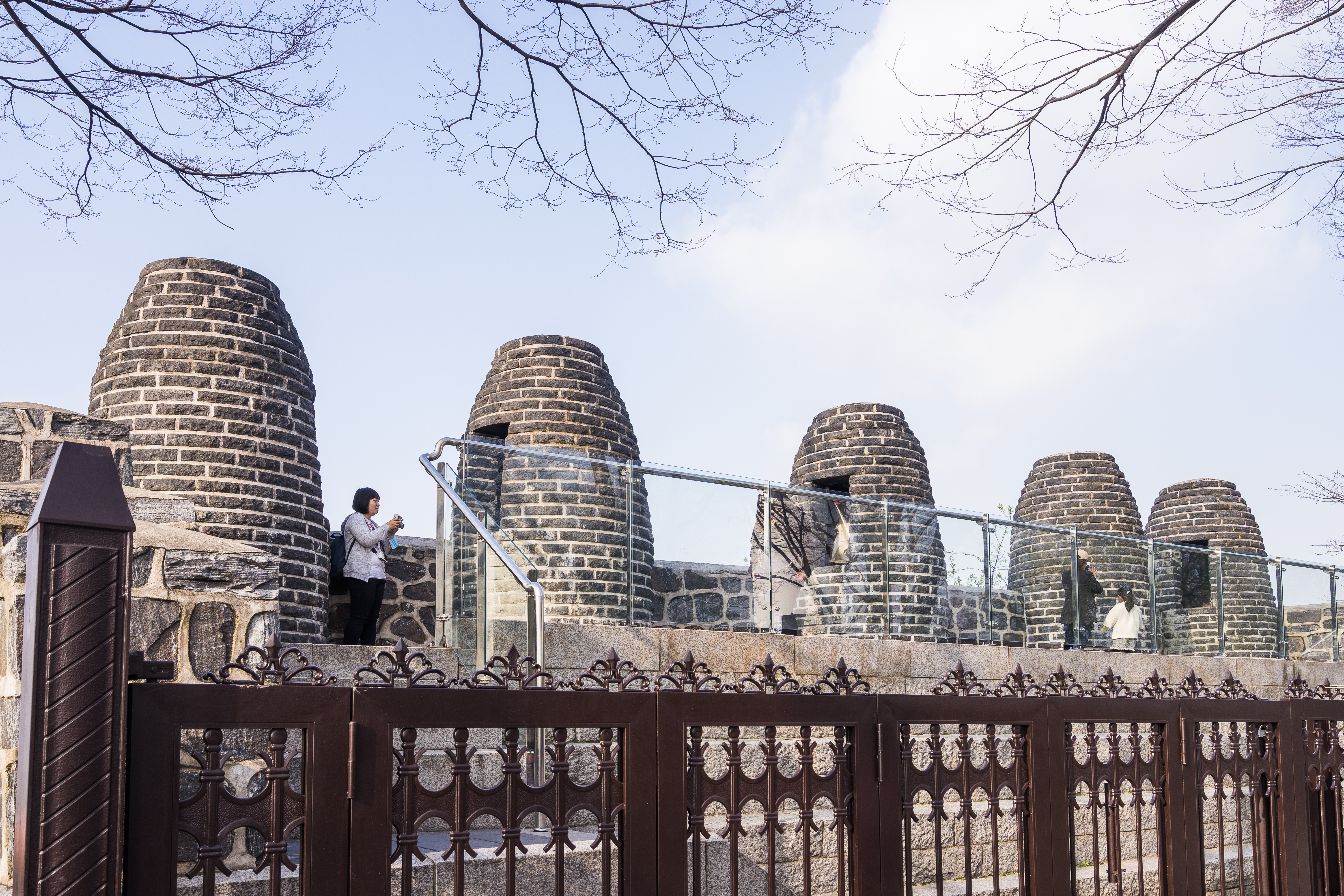
목멱산 봉수대
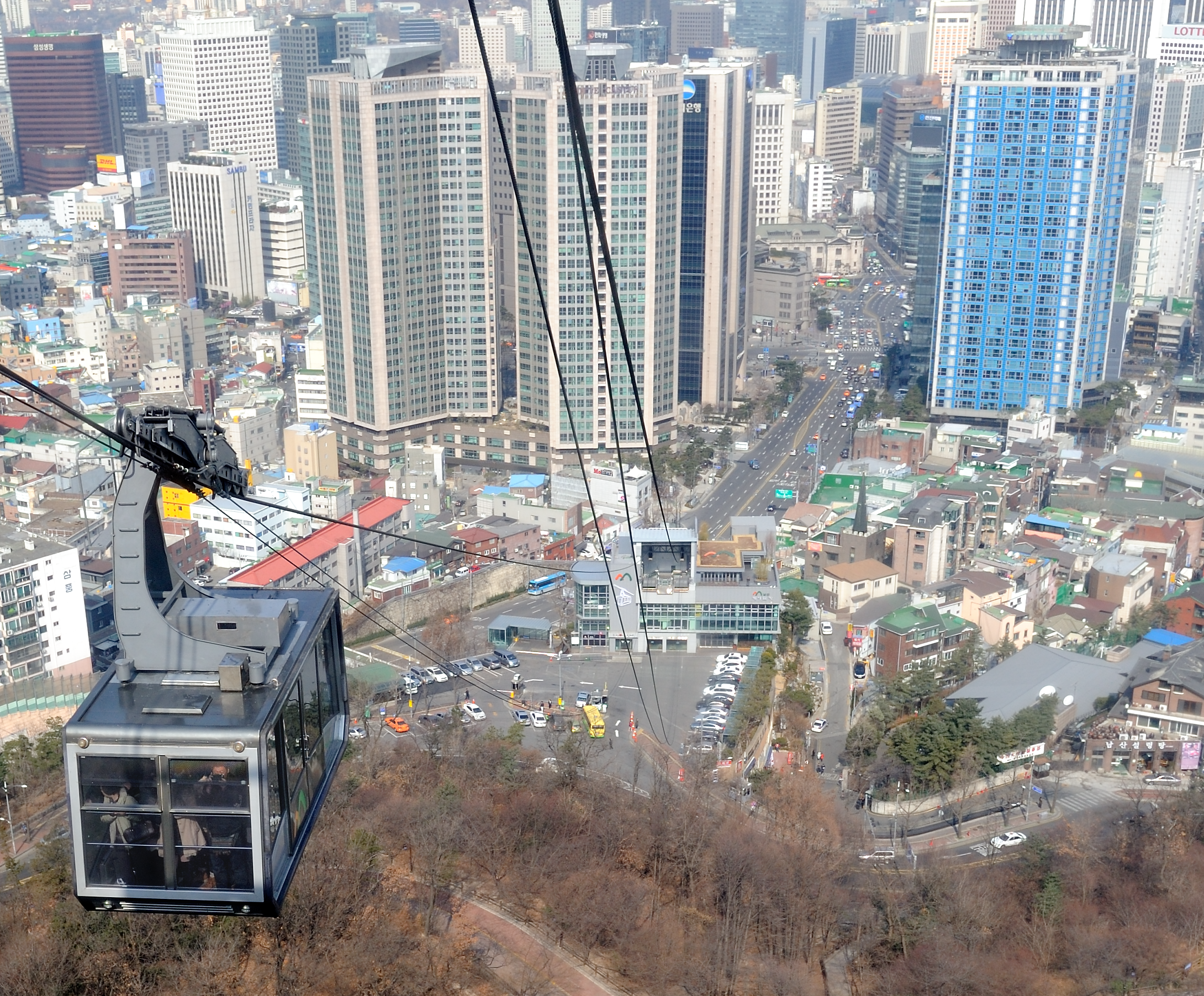
남산 케이블카
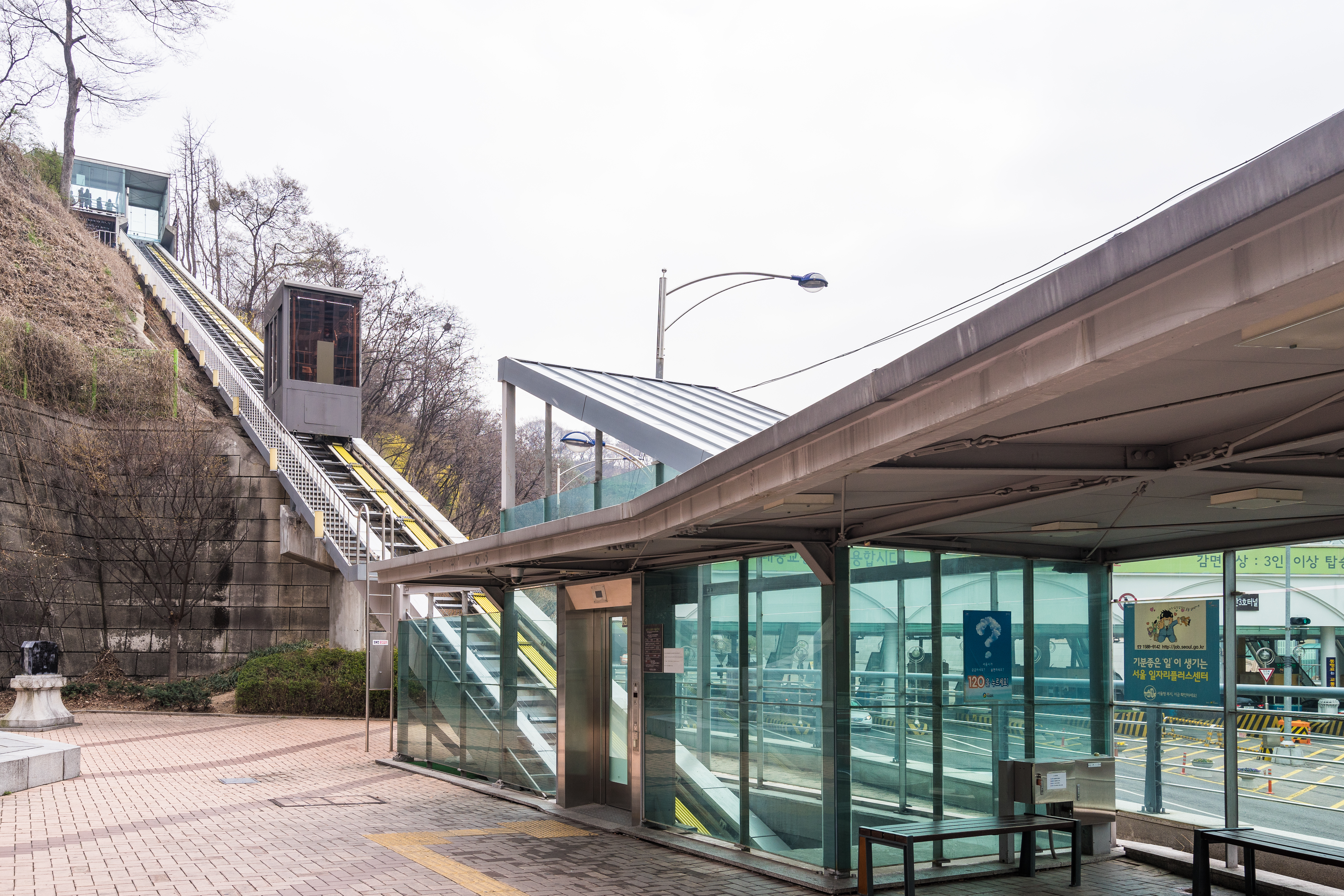
남산 오르미

## 같이 보기
- 한국의 산
- 한양도성

## 참고 자료
- 〈서울시 남산르네상스로 남산자락에 전통과 문화 꽃 피네〉, 《서울특별시》, 2009년 3월 4일.
- 〈애국가의 남산은 서울 남산인가?〉, 《오마이뉴스》, 2003년 12월 3일.

 본 문서에는 서울특별시에서 지식공유 프로젝트를 통해 퍼블릭 도메인으로 공개한 저작물을 기초로 작성된 내용이 포함되어 있습니다.